# Agona East
Agona East är ett distrikt i Ghana.   Det ligger i regionen Centralregionen, i den södra delen av landet, 60 km väster om huvudstaden Accra.